# 1990年日本の補欠選挙
1990年日本の補欠選挙（1990ねんにほんのほけつせんきょ）は、日本における立法府である参議院を構成する議員の欠員を補うため1990年に行われた補欠選挙である。

## 概要
補欠選挙は「議員の辞職あるいは死亡により欠員が生じた場合に行われる選挙」で、「当選人が得られなかった場合または当選人が不足した場合に、其の当選人の不足を補う」為に行われる再選挙と同様に公職選挙法第11章の「特別選挙｣に含まれている。1990年における補欠選挙は、6月に参議院福岡県選挙区、11月に参議院愛知県選挙区、12月に参議院新潟県選挙区の計3回実施された。

## 6月10日実施補選

### 参議院福岡県選挙区補選
1990年（平成2年）6月10日執行
当日有権者数：人　最終投票率：47.01%
小野明参議院議員（日本社会党）の死亡に伴う （全国投票率:65.02%（6.34%））
| 当落 | 氏名       | 年齢 | 所属党派   | 新旧 | 得票      | 得票率 | 推薦・支持 |
| ---- | ---------- | ---- | ---------- | ---- | --------- | ------ | ---------- |
| 当   | 三重野栄子 | 64   | 日本社会党 | 新   | 869,036票 | 53.73% |            |
|      | 住吉徳彦   | 43   | 自由民主党 | 新   | 748,317票 | 46.27% |            |

## 11月4日実施補選

### 参議院愛知県選挙区補選
1990年（平成2年）11月4日執行
当日有権者数：人　最終投票率：38.70%
高木健太郎参議院議員（公明党）の死亡に伴う （全国投票率:71.36%（14.36%））
| 当落 | 氏名       | 年齢 | 所属党派   | 新旧 | 得票      | 得票率 | 推薦・支持 |
| ---- | ---------- | ---- | ---------- | ---- | --------- | ------ | ---------- |
| 当   | 大島慶久   | 50   | 自由民主党 | 新   | 833,371票 | 45.36% |            |
|      | 後藤みち子 | 62   | 日本社会党 | 新   | 793,030票 | 43.17% |            |
|      | 瀬古由起子 | 43   | 日本共産党 | 新   | 210,785票 | 11.47% |            |

## 12月9日実施補選

### 参議院新潟県選挙区補選
1990年（平成2年）12月9日執行
当日有権者数：1,844,684人　最終投票率：49.33%
長谷川信参議院議員（自由民主党）の死亡に伴う （全国投票率:71.36%（14.36%））
| 当落 | 氏名     | 年齢 | 所属党派   | 新旧 | 得票      | 得票率 | 推薦・支持 |
| ---- | -------- | ---- | ---------- | ---- | --------- | ------ | ---------- |
| 当   | 真島一男 | 58   | 自由民主党 | 新   | 501,721票 | 55.74% |            |
|      | 桜井久雄 | 60   | 日本社会党 | 新   | 343,534票 | 38.16% |            |
|      | 村田一男 | 46   | 日本共産党 | 新   | 54,933票  | 6.10%  |            |